# Indelibly Stamped
Indelibly Stamped er det andet album af det progressive rockband Supertramp, udgivet i 1971.

## Spor
Alle sange er skrevet af Rick Davies og Roger Hodgson hvis andet ikke står angivet.
1. "Your Poppa Don't Mind" – 2:58
2. "Travelled" – 4:15
3. "Rosie Had Everything Planned" (Frank Farrell, Hodgson) – 2:58
4. "Remember" – 4:00
5. "Forever" – 5:05
6. "Potter" – 2:23
7. "Coming Home to See You" – 4:39
8. "Times Have Changed" – 3:42
9. "Friend in Need" – 3:08
10. "Aries" – 7:25

## Medlemmer
- Rick Davies – mundharmonika, keyboard, sang
- Roger Hodgson – akustisk guitar, guitar, bas, keyboard, sang
- Kevin Currie – percussion, trommer
- Frank Farrell – bas, piano, harmonika, baggrundssang
- Dave Winthrop – fløjte, saxofon, sang

## Produktion
- Producer: Supertramp
- Tekniker: Bob Hall